# NGC 7194
NGC 7194 (другие обозначения — PGC 67945, UGC 11888, MCG 2-56-8, ZWG 428.24, IRAS22011+1224) — эллиптическая галактика (E) в созвездии Пегас.
Этот объект входит в число перечисленных в оригинальной редакции «Нового общего каталога».